# Артур (тропічний шторм, 2020)
Тропічний шторм «Артур» (англ. Tropical Storm Arthur) – сильний несезоний тропічний шторм, який вплинув на східне узбережжя Сполучених штатів в травні 2020 року, перший названий шторм надзвичайно активного сезону ураганів в Атлантиці. Це була одна з двох міжсезонних штормів з нетривалим «Тропічним штормом Берта».
Артур спричинив сильний шторм в мору  на більшій частині Східного узбережжя США. На початковій стадії шторм приніс сувору погоду, включаючи град та сильний вітер, до Флориди. У Північній Кароліні Артур приніс на узбережжя сильний дощ та сильні пориви вітру.

## Метеорологічна історія

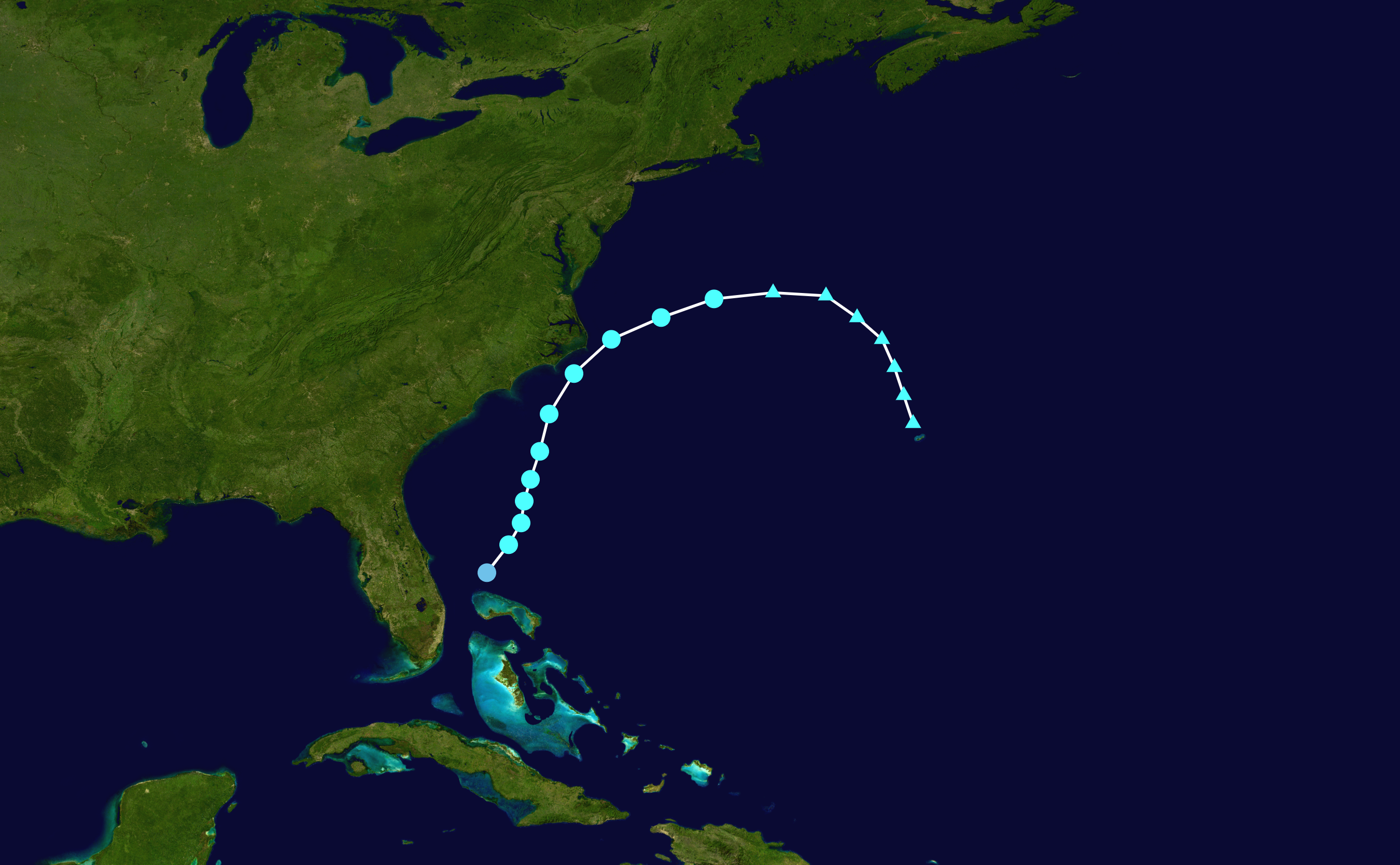
Карта шляху і інтенсивності Тропічного шторму Артур за шкалою Саффіра–Сімпсона

Витоки Артура можна простежити на фронті, який затримався над Флоридською протокою 10 травня. 12 травня Національний центр ураганів (NHC) вперше обговорив можливість субтропічного розвитку на північ від Багамських островів стосовно фронту. Розсіяна конвекція, почала збільшуватися якк переміститилась в Мексиканську затоку 14 травня.  Протягом наступного дня мінімум перемістився на північний-схід, рухався навколо субтропічного хребта проходив на схід від південно-східного узбережжя Флориди. Центр знаходився над теплими водами Гольфстріму. Конвекція почала повільно посилюватись навколо центру до початку 16 травня, а метеорологічний радар показав чітко визначену циркуляцію низького рівня (LLC), яка утворилася переміщеною трохи на схід від основних гроз. Виходячи з цього, NHC позначив мінімум як Тропічноп депресія о 18:00  UTC 16 травня, розташувавшись приблизно в 200 милях (200 км) на схід від Мельбурна, штат Флорида.  Система вважалася тропічною, а не субтропічною за своєю природою через стійку центральну глибоку конвекціюі вузький радіус максимального вітру.
На підставі повідомлень літака " Hurricane Hunter " про вітри, NHC позначив систему дяк Тропічний шторм Артур о 00:00 UTC 17 травня.  Будучи керованим, як правило, на північний-схід протягом наступних кількох годин, Артур залишався біля узбережжя Флориди та Джорджії. Однак зона середнього рівня з центром над Сполученими Штатами призвела до того, що Артур повільно проштовхнули на північний-схід через ділянку відносно прохолодних вод, і в результаті більша частина конвекції шторму стала обмеженою на схід від циркуляції. Незважаючи на конструкцію шторму, розвідувальний літак виявив Артура дещо міцнішим, незважаючи на його появу на супутнику.  Глибока конвекція почала швидко відновлюватися над центром, коли шторм почав рухатись над теплими водами Гольфстріму, що призвело до посилення. Зсув вітру посилився, коли Артур наблизився до Північної Кароліни, яка почала відокремлювати конвекцію шторму від. Шторм пройшов лише на відстані 32 милі (32 км) на південний схід від мису Хаттерас на початку 18 травня. На той час шторм взаємодіяв з фронтом, що спричинило екстратропічний перехід. О 00:00 UTC 19 травня Артур отримав мінімальний центральний тиск 990 мб (29 дюйм рт. Ст.) Та пікову інтенсивність 95 миль / год (95 км / год). Шість годин потому шторм завершив свій перехід позатропічний циклон як задній теплий фронт розвинувсямайже повністю.  Екстратропічна буря повернула на південний схід 20 травня, коли жолоб Артура взаємодіяв із  циклоном на північ. Потім Артур відправився на південь до Бермудських островів і розсіявся 21 травня.

## Підготовка та наслідки

### Кариби та Бермуда
Провінції Гранма на Кубі 15 травня, випало 78 мм опадів у Баямо лише за чотири години. Дощі спричинили повені були пошкоджені  будинки.  На Багамських островах шквал на острові Великий Багама, де багато хто все ще відновлювався від негативних наслідків урагану «Доріан» , який спустошив країну у вересні 2019 року.  Шквальний вітер пошкодив намети та інші тимчасові укриття по всьому острову, а сильні опади спричинили  повінь. Однак, оскільки найсильніші вітри шторму були розташовані на схід від центру, шкода була обмежена.
Позатропічні залишки Артура принесли на Бермуди штормові вітри. На місці спостереження за погодою на острові Перл на Бермудських островах було зафіксовано стійкий вітер із швидкістю 72 км/год. Крім того, на тому самому місці було зафіксовано порив 101 км/год.

### Сполучені Штати
Артур спричинив небезпечні умови на пляжах, коли він проходив на схід від Флориди. В окрузі Волусія було врятовано 70 людей, 3 з яких були госпіталізовані. Крім того, дощові смуги спричинили сильний дощ та сильні грози у Південній Флориді. Більше 101,6 мм випало дощу на багатьох ділянках, а пікова кількість опадів загалом 5,35 дюйма (135,8 мм) випала в Марафоні 14 травня, де це було десяте за величиною кількість опадів у місті зафіксовано і друге місце за травень. Попередження про паводки були видані для Округу Маямі-Дейд 14 травня, де було зареєстровано повінь. Пориви штормової сили вітру спонукали до видачі штормових попереджень та спеціальних морських попереджень на більшості південної Флориди.  У Петербурзі велике дерево було вирване сильним вітром. Блискавка спричинила пожежу будинку в Північному Неаполі . Постраждалих немає, оцінка збитків склала 50 000 доларів. У місті Велінгтогн було повідомлено про хмару воронки.  Пориви вітру були зафіксовані в Coconut Grove, велике дерево впало на будинок. У Голлівуді сильний дощ призвів до обвалення стелі на 5-річного хлопчика та іншого члена сім'ї. Хлопчика вдарило сміттям по голові його було госпіталізовано до лікарні. У Дейві обвалився дах внутрішнього дворика, зруйнувавши меблі. У цьому ж місті чоловік був у важкому стані після удару струмом під час фіксації електронного приладу під дощем. Шкода по Флориді досягла 112 000 доларів. 

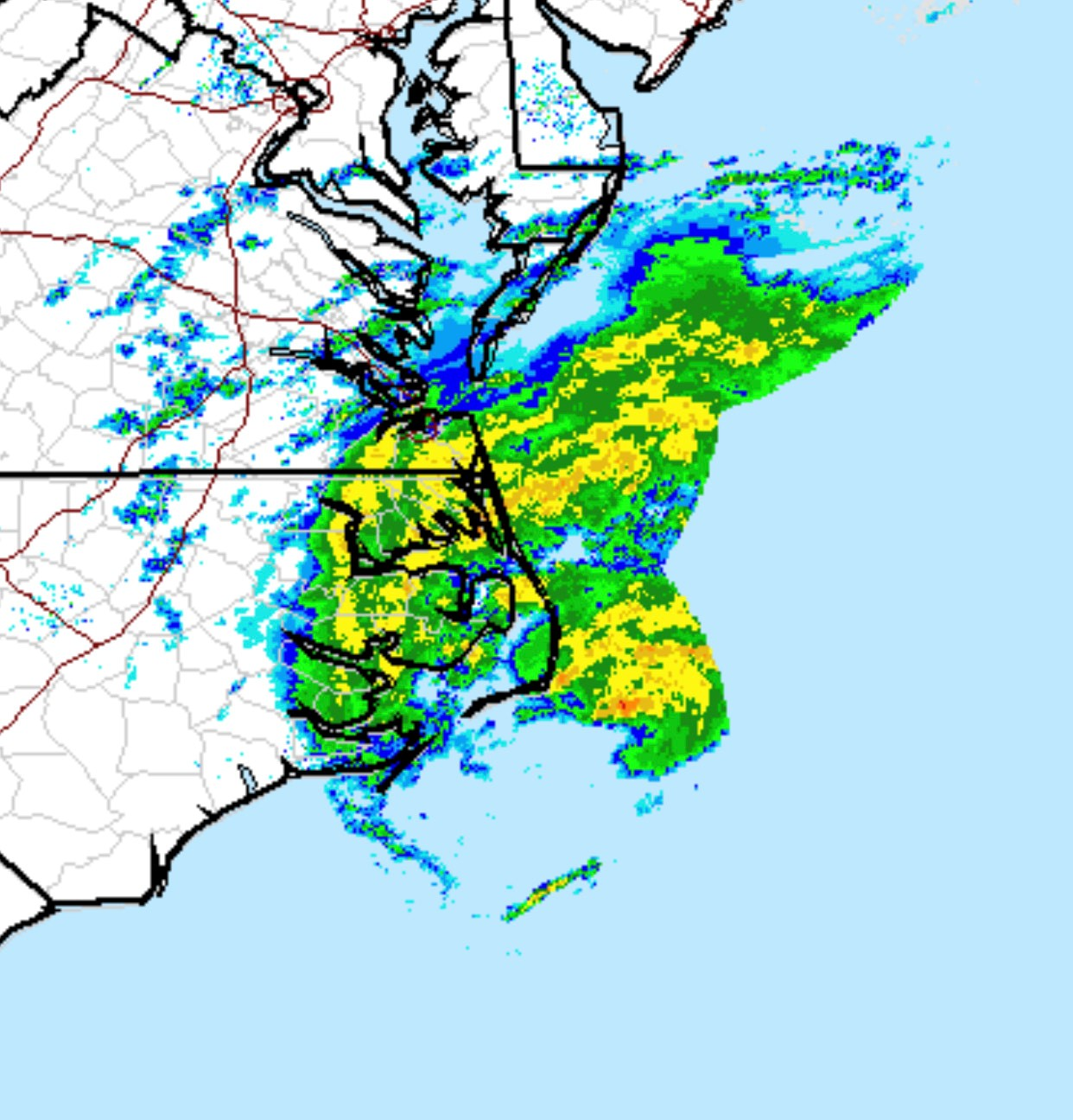
Arthur on its closest approach to North Carolina on radar on May 18

16 травня були видані попередження про тропічний шторм від Surf City до Duck та Pamlico Sound до Albemarle Sound.  Наприкінці 17 травня в південній частині узбережжя вже спостерігались важкі умови прибою.  Проливні дощі випали, коли зовнішні дощові смуги Артура наблизились до  східної частини Північної Кароліни,  з дощем в Ньюпорті, що випадав 4,92 дюйма (125 мм) протягом 6 годин та в багатьох інших місцях, де фіксується щонайменше 76 мм дощу від шторму . Також були зафіксовані пориви тропічного шторму на мисі Хаттерас , хоча поперечний характер шторму утримував найсильніші вітри в морі.  Єдиною стійкою вітрою, що тривала протягом 1 хвилини, був міст на річці Алігатор в окрузі Тіррелл. Висота хвиль до 12,5 футів (3,8 м) була зафіксована у буйів вздовж узбережжя. Через повені з Артура було закрито багато автомагістралей на материк Північної Кароліни.   SpaceX також був змушений відкласти запуск декількох Інтернет-супутників Starlink через несприятливу погоду з боку Артура, що вплинула на флот відновлення. Коли Артур віддалявся від узбережжя, попередження про тропічні шторми скасовували, оскільки умови поступово покращувались пізніше ввечері. 